# Curt Wittig
Curt Wittig (* 14. September 1943 in Chicago) ist ein US-amerikanischer Chemiker.
Wittig studierte Elektrotechnik an der University of Illinois in Chicago (1961 bis 1964) und dann an der University of Illinois at Urbana-Champaign, an der er 1966 seinen Bachelor-Abschluss erhielt und 1970 promoviert wurde. Als Post-Doktorand war er an der University of Southern California (USC) in der Abteilung Elektrotechnik und an der Universität Cambridge (1971/72) und der University of California, Berkeley, wo er schon begann in der Chemie zu forschen, zu der er über die Entwicklung von Gaslasern kam (kontinuierlicher Kohlenmonoxid-Laser). Ab 1973 war er an der USC zunächst in der Abteilung Elektrotechnik (mit einer Professur ab 1979) und später in der Chemie. Er hat den Paul A. Miller Lehrstuhl.
Er war Bourke Lecturer der Royal Society of Chemistry, erhielt 1993 den Herbert-P.-Broida-Preis der American Physical Society, für Pionierarbeit in der Entwicklung des Gebiets photoinduzierter Reaktionen in schwach gebundenen Systemen zum Studium orientierter Reaktionen im molekularen Rahmen und seine wesentlichen Beiträge auf dem Gebiet der unimolekularen „Zustand-zu-Zustand“ Reaktionen. Wittig ist Fellow der American Association for the Advancement of Science und der American Physical Society (1980).